# 鐵板麵
鐵板麵是一種在加熱的鐵板（或平底锅）上炒制的麵條料理。在臺灣常搭配黑胡椒醬或蘑菇醬食用，除作為早餐外，常作為牛排或其他肉排餐的配餐之一。其中一种做法是与爆香的洋葱丝和煎熟的鸡蛋搭配，辅以适量蘑菇酱。